# 台湾金星蕨
台湾金星蕨（学名：Parathelypteris castanea）为金星蕨科金星蕨属下的一个种。

## 扩展阅读
- 維基物種上的相關：台湾金星蕨